# Saint-Joseph (Reunion)
Saint-Joseph – miasto na Reunionie (departament zamorski Francji). Według danych INSEE w 2019 roku liczyło 38 425 mieszkańców. Przemysł spożywczy.